# Dorfkirche Falkenhain (Meuselwitz)

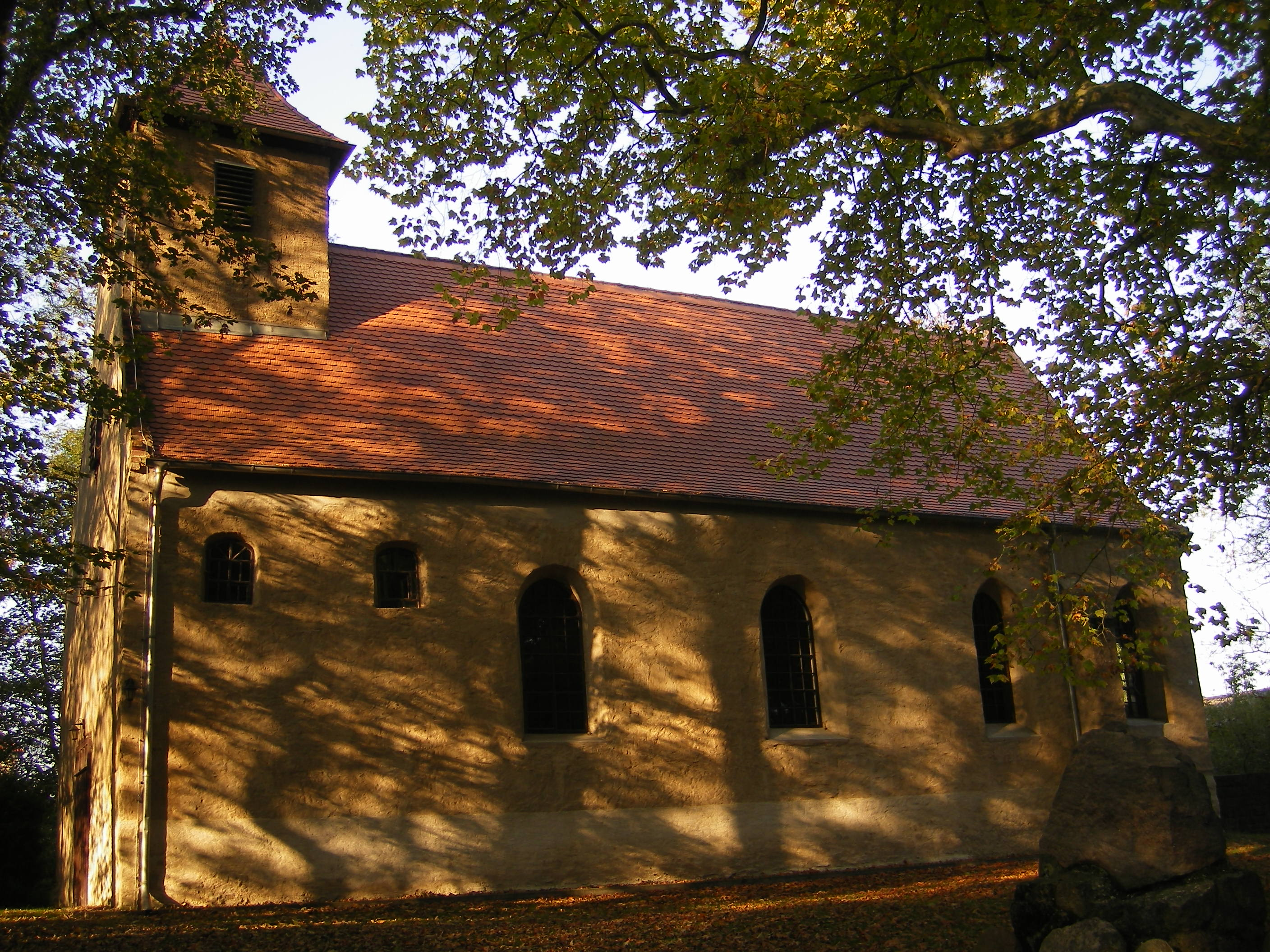
Die Kirche

Die evangelisch-lutherische Dorfkirche Falkenhain steht im Ortsteil Falkenhain der Stadt Meuselwitz im Landkreis Altenburger Land in Thüringen.

## Geschichte
Die Dorfkirche war bereits im Jahr 1457 unter Hans von Minckwitz als Kapelle des Ritterguts vorhanden. Sie ist das älteste Bauwerk der Stadt. Unter dem Patron Rudolph Siegfried von Minckwitz erfolgte 1685 der Erweiterungsbau zur heutigen Form.
Einer der ältesten Taufsteine im Altenburger Land, der nachweislich im 1100 gefertigt wurde, steht auf dem Vorplatz der Kirche.
1860 stiftete Viktor von Ponickau, zu diesem Zeitpunkt bereits ehemaliger Landrat des preußischen Kreises Zeitz, der Kirche eine neue Orgel.